# Université canadienne du Niger
L'université canadienne du Niger (UNICAN) est une université privée située dans la ville de Niamey, la capitale du Niger.

## Historique
Premier établissement d’enseignement supérieur privé du Niger auquel le ministère de l'Enseignement supérieur du pays a légalement conféré le statut d'université, l'université canadienne du Niger a ouvert ses portes le 25 novembre 2002.

## Organisation
L'UNICAN est composée de trois facultés, :
- Faculté de gestion
- Faculté de droit
- Faculté d'économie rurale